# Fals poto
El fals poto (Pseudopotto martini) és un primat lorisiforme de taxonomia incerta que viu a l'Àfrica. L'antropòleg Jeffrey H. Schwartz l'anomenà el 1996 com l'únic membre del gènere Pseudopotto, basant-se en dos espècimens (que consistien només en el material ossi) que prèviament havia identificat com potos (Perodicticus potto). L'origen exacte dels dos espècimens és incert, encara que com a mínim un podria provindre del Camerun. Schwartz creia que el fals poto podria fins i tot formar una família separada, encara que altres investigadors han arguït que les característiques que suposadament distingeixen l'animal, en realitat no el distingeixen del poto. De fet, comparteix diverses característiques amb els potos de l'Àfrica occidental
El fals poto sembla un poto petit, encara que, segons Schwartz, es diferencia en tenir una cua més llarga, unes punxes més petites a les vèrtebres del coll i del pit, una punxa més petita i simple a la segona vèrtebra del coll, un foramen entepicondilar (una obertura a l'húmer), una fossa lacrimal (una depressió del crani) que es troba dins de l'òrbita de l'ull, i una tercer premolar superior més petit, entre altres trets. No obstant això, moltes d'aquestes característiques són variables entre els potos. Per exemple, un investigador trobà foramen entepicondilar a gairebé la meitat dels espècimens de potos de la seva mostra.

## Taxonomia
En una sèrie d'esquelets de poto (Perodicticus potto) de la col·lecció del Museu e Institut Antropològic de la Universitat de Zúric a Irchel, l'antropòleg Jeffrey H. Schwartz reconegué dos espècimens amb trets que creia diferents dels d'altres potos, i el 1996 els feu servir per descriure un nou gènere (Pseudopotto) i una espècie de primat, el fals poto (Pseudopotto martini). El nom del gènere, Pseudopotto, combina l'element pseudo- (la paraula grega per dir "fals") amb "potto", per referir-se a les similituds superficials entre la nova forma i el poto. El nom específic, martini, és en honor del primatòleg Robert D. Martin. L'origen exacte dels dos espècimens és desconegut, amb un dels dos format per un esquelet complet (sense la pell) i l'altre només pel crani. Schwartz situà els dos espècimens en una única espècie, encara que assenyalà que un estudi més profund podria indicar que els dos representaven espècies diferents. Schwartz creia que les relacions de la nova forma eren desconegudes i difícils d'avaluar i no l'assignà a cap família, encara que l'ubicà provisionalment a la família dels lorísids, juntament amb el poto, els anguatibs, i els loris. El descobriment, publicat als Documents antropològics del Museu Americà d'Història Natural, fou inclòs a les revistes Scientific American i Science. En aquesta última, s'assenyalà que Schwartz creia que Pseudopotto podia representa una nova família de primats.
El 1998, la revista African Primates publicà tres articles de primatòlegs sobre el fals poto. Colin Groves afirmava que era probablement diferent del poto i Simon Bearder el citava com a exemple de diversitat taxonòmica no reconeguda dins dels lorísids, encara que Esteban Sarmiento comparava el nou tàxon als espècimens del poto i opinà que els suposats trets distintius del fals poto encaixaven en el rang de variació del poto, i que probablement no era ni tan sols una espècie diferent del poto (Perodicticus potto). El 2000, el primatòleg B.S. Leon afirmà que el fals poto no era diferent de la subespècie Perodicticus potto potto, encara que assenyalà que les diferents formes de poto eren prou diferents entre si, i que podrien ser més d'una espècie de poto. Des d'aleshores han sorgit diferents corrents d'opinió. Una compilació de 2003 de la diversitat de primats africans, arribà a la conclusió que no hi havia proves suficients que el fals poto fos una espècie diferent. Per altra banda, el capítol dels primats de la tercera edició de 2005 de Mammal Species of the World, escrit per Groves, llistava Pseudopotto como un gènere, encara que assenyalant que era "controvertit". Al mateix temps, Schwartz seguia reconeixent el fals poto com a espècie.
També el 2005, el primatòleg David Stump revisà algunes de les característiques distintives de Pseudopotto en el context de l'estudi de les variacions entre potos, i trobà que alguns, però no tots els trets del fals poto es trobaven en alguns potos, principalment de les poblacions occidentals (subespècie poto).

## Descripció

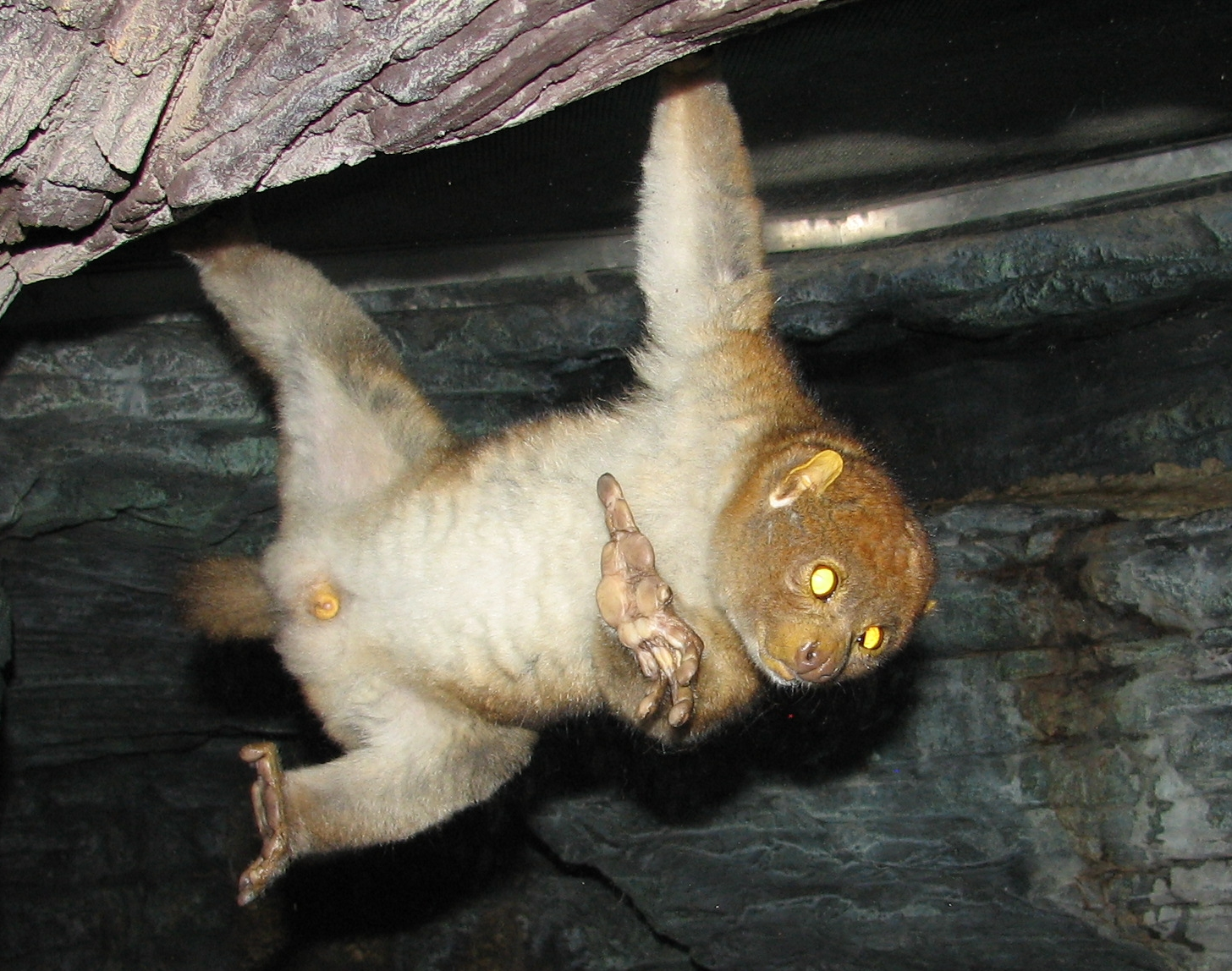
El poto (Perodicticus potto) és bastant semblant i podria representar la mateixa espècie.

Un dels espècimens, AMZ 6698, és una femella adulta que visqué al zoo de Zuric. Es tracta d'un esquelet virtualment complet, del qual no se'n conserva la pell. Segons Schwartz, l'esquelet mostra signes d'osteoporosi i periodontitis (comuna en animals dels parcs zoològics), encara que cap altra patologia o anormalitat. Les dents de la dreta es retiraren abans que Schwartz estudiés l'espècimen. Schwartz va triar l'espècimen com l'holotip. L'altre espècimen, AMZ-AS 1730, és un mascle jove capturat a la natura, del qual només se'n conserva el crani, inclosa la mandíbula inferior. La dentadura inclou dents permanents i dents de llet. Els espècimens de Pseudopotto són, com a mínim, superficialment semblants als potos,
 encara que segons Schwartz, es diferencien en una sèrie de trets. Entre els lorísids, Schwartz veié similituds entre el fals poto i els autèntics potos, així com amb els anguatibs i loris lents (Nycticebus). El fals poto és comparable en mida als potos més petits, encara que es troba dins del seu rang de mida, ja que aquesta mida petita s'ha vist en potos occidentals.
La cua, segons Schwartz, és més llarga que la del poto, encara que no proporcionà mides de la cua de la femella (AMZ 6698), i assenyala que com a mínim manca una vèrtebra, encara que Sarmiento comptà 11 vèrtebres caudals en una il·lustració i Groves en comptà un mínim de 15. No obstant això, Sarmiento trobà que el nombre de vèrtebres caudals variava entre 5 i 17, amb una mitjana d'11, en els potos. Les cues relativament llargues també són comunes en els potos occidentals, encara que segons Stump, la cua de Pseudopotto és més llarga que cap altra vista en un poto. El fals poto té unes punxes a les cervicals i la primera i la segona vèrtebres dorsals suposadament més curtes, encara que Leon assenyala que aquest tret també és compartit pels potos occidentals. Schwartz afirma que el fals poto es diferencia dels potos i els anguatibs, per la manca d'una espina bífida de la segona cervical, encara que Sarmiento trobà aquest tret en 3 dels 11 espècimens de poto que examinà.
L'apòfisi estiloide del cúbit (una projecció del cúbit on es troba amb el canell), segons Schwartz, no està enganxada, el qual suggereix Groves que podria indicar una major mobilitat del canell. Una altra presumpta característica és la presència d'un foramen entepicondilar (una obertura prop de l'extrem distal de l'os) a l'húmer, encara que Sarmiento trobà també aquest tret en 4 dels espècimens, i en un costat d'un cinquè, i Stump assenyalà que el foramen tenia lloc en els espècimens de tota l'àrea de distribució del poto.
La fossa lacrimal fossa, una depressió del crani, està situada a cara superior del crani de la majoria de lorísids, encara que Schwartz trobà que en el fals poto i en els loris lents estava més cap enrere, dins l'òrbita de l'ull. Sarmiento també trobà aquest tret en 3 dels 11 potos que examinà. L'apòfisi coronoide es troba més ancorada en el fals poto que en el poto i els loris lents.
Un altre tret distintiu dels fals poto són les seves dents. Sarmiento assenyala, això no obstant, que els espècimens en captivitat poden desenvolupar anormalitats en la dentadura i que alguns des trets dentals que descriu Schwartz són força variables, de vegades fins i tot d'una banda a l'altre de la mandíbula del mateix individu. La tercera molar superior (M3), segons Schwartz, és més petit en el fals poto que en cap altre prosimi, encara que Leon assenyala que els potos occidentals també tenen aquest molar relativament petit. El tercer premolar superior (P3) també és petit, com el dels lèmurs forcats. Stump diu que aquest tercer premolar superior més petit, també és comú en els potos occidentals, encara que la forma del del fals poto és diferenciada. Groves assenyala que el primer premolar superior és força llarg, un altre punt de semblança amb els lèmurs forcats. El fals poto té els premolars inferiors comprimits lateralment, les cúspides del costat de la galta són més altes, i la cresta obliqua (una cresta connectada a la cúspide protocònide) es troba en una posició relativament bucal (en la direcció de les galtes).
El crani de la femella adulta (AMZ 6698) fa 5,93 centímetres de longitud i l'húmer dret fa 5,76 centímetres.

## Distribució i estat de conservació
Segons els informes del Museu e Institut Antropològic de la Universitat de Zúric, AMZ 6698, l'holotip, prové l'"Àfrica Equatorial", i AMZ-AS 1730 prové del "Camerun britànic" (actualment Nigèria i Camerun). Segons el mastòleg Ronald Nowak, aquest designacions impliquen que l'AMZ-AS 1730 prové del modern Camerun o la part oriental de Nigeria i que l'AMZ 6698 prové del Camerun o un estat veí. El 1999, Simon Bearder afirmà, citant un comunicat personal de C. Wild, que el fals poto havia estat vist a la natura, i l'any 2001, l'ornitòleg Christopher Bowden assenyalà la seva presència al Mont Kupe al Camerun, també citant a C.Wild. No obstant això, la Llista Vermella de la UICN assenyala que tot i que hi ha informes d'albiraments de falsos potos en alçades entre 820 i 940 metre al Mont Kupe, no s'hi ha pogut confirmar la seva presència, malgrat haver-se trobat alguns potos amb cues llargues. El fals poto i el poto estan enumerats conjuntament a la Llista Vermella, donat que es considera que les proves que és una espècie diferent són insuficients.

## Obres i publicacions citades
- Bearder, S.K «Pseudopotto: When is a potto not a potto?». African Primates, vol.3, 1–2, 1998, pàg. 43–44. Arxivat de l'original el 2012-03-17 [Consulta: 2 setembre 2011].Arxivat 2012-03-17 a Wayback Machine. (anglès)
- Bearder, S.K «Physical and social diversity among nocturnal primates: A new view based on long term research». Primates, 40, 1999, pàg. 267–282. DOI: doi:10.1007/BF02557715. (anglès)
- Bowden, C.G.R «The birds of Mount Kupe, southwest Cameroon». Malimbus, vol.23, 2001, pàg. 13–44. (anglès)
- Groves, C.P «Pseudopotto martini: a new potto?». African Primates, vol.3, n.1–2, 1998, pàg. 42–43. Arxivat de l'original el 2012-03-17 [Consulta: 2 setembre 2011].Arxivat 2012-03-17 a Wayback Machine. (anglès)
- Groves, C.P.. «Order Primates». A: Wilson, D.E; Reeder, D.M. Mammal Species of the World: A Taxonomic and Geographic Reference. 3a edició.  Baltimore, Maryland: The Johns Hopkins University Press, 2005, p. 111–184. ISBN 978-0-8018-8221-0. (anglès)
- Grubb, P; Butynski, T.M; Oates, J.F; Bearder, S.K., Disotell, T.R., Groves, C.P., Struhsaker, T.T «Assessment of the diversity of African primates». International Journal of Primatology, vol.24, n.6, 2003, pàg. 1301–1357. DOI: doi:10.1023/B:IJOP.0000005994.86792.b9. (anglès)
- Holden, C. (ed.) «Our new relation». Science, vol.271, n.5253, 1996, pàg. 1235–1237. DOI: 10.1126/science.271.5253.1235. (anglès)
- Leon, B.S. «A review of the validity of the new genus Pseudopotto (Schwartz, 1996)». American Publicació of Physical Anthropology, vol. 30, 2000, pàg. 209–210. DOI: 10.1002/(SICI)1096-8644(2000)111:30+<199::AID-AJPA13>3.0.CO;2-M. (anglès)
- Leutwyler, K «In brief». Scientific American, vol.274, n.4, 1996, pàg. 22–26. DOI: doi:10.1038/scientificamerican0496-22a. (anglès)
- Nowak, R.M.. Walker's Mammals of the World. 6a ed..  Baltimore, Maryland: Johns Hopkins University Press, 1999. ISBN 0-8018-5789-9. (anglès)
- Oates, J.F., Butynski, T.M., Kingdon, J., Bearder, S., Pimley, E., De Jong, Y. «"Perodicticus potto". IUCN Red List of Threatened Species», 2008. Versió 2010.4. Unió Internacional per la Conservació de la Natura. Consultada el 18 maig 2011. (anglès)
- Sarmiento, E «The validity of "Pseudopotto martini"». African Primates, vol.3, n.1–2, 1998, pàg. 44–45. Arxivat de l'original el 2012-03-17 [Consulta: 2 setembre 2011].Arxivat 2012-03-17 a Wayback Machine. (anglès)
- Schwartz, J.H «"Pseudopotto martini": a new genus and species of extant lorisiform primate». Anthropological Papers of the American Museum of Natural History, vol.78, 1996, pàg. 1–14.. hdl:2246/271. (anglès)
- Schwartz, J.H «Considering prosimian diversity: why so many galagos and so few lorises?». American Publicació of Physical Anthropology, vol.40, 2005, pàg. 185–186. DOI: 10.1002/ajpa.20217. (anglès)
- Stump, D.P. Taxonomy of the genus Perodicticus (tesi) (en anglès).  Universitat de Pittsburgh, 2005, p. 199. Arxivat 2011-08-15 a Wayback Machine.